# Peter Hein (Ruderer)
Peter Hein (* 18. Dezember 1943 in Anklam) ist ein ehemaliger Ruderer aus der DDR. 
Der 1,82 m große Hein ruderte für den TSC Berlin und später für den SC Berlin-Grünau. Er gewann vier DDR-Meistertitel mit dem Achter: 1963, 1964, 1966 und 1967. 1966 ruderte er mit dem DDR-Achter auf den dritten Platz bei den Weltmeisterschaften in Bled. Bei den Olympischen Spielen 1968 verpasste er mit dem Achter das A-Finale und belegte in der Gesamtwertung den siebten Platz. 1969 wechselte Hein in den Vierer mit Steuermann und gewann hinter dem BRD-Vierer die Silbermedaille bei den Europameisterschaften in Klagenfurt, der Vierer fuhr in der Besetzung Peter Hein, Jörg Lucke, Heinz-Jürgen Bothe, Klaus-Dieter Bähr und Steuermann Hartmut Wenzel. 1971 und 1972 belegte Hein zusammen mit Dieter Hinrichsen noch zweimal den zweiten Platz bei den DDR-Meisterschaften im Zweier ohne Steuermann.